# El Corte Inglés
El Corte Inglés és un grup empresarial espanyol, líder a Espanya i el desè grup de distribució a Portugal, actualment presidit per Marta Álvarez Guil. Està format principalment pels grans magatzems El Corte Inglés, que representen el 59% del pes del grup, Óptica 2000, Opencor, Hipercor, Bricor, Telecor, Supercor i Viajes El Corte Inglés.
Els centres ocupen grans extensions de terreny i incorporen aparcament, generalment subterrani. A més dels articles típicament propis d'uns grans magatzems, completa la seva oferta comercial amb altres serveis. És conegut per la seva política de devolució dels diners, així com la seva fórmula de llistes de noces (es poden obrir en un establiment i ordenar les compres des de qualsevol altre de la cadena). Com en el cas dels centres comercials, una característica és l'aparent comoditat de trobar en un mateix edifici diferents articles, des de menjar fins a roba o electrodomèstics, així com diferents serveis. D'aquesta manera, es capta la clientela que programa realitzar moltes compres en una sola visita.

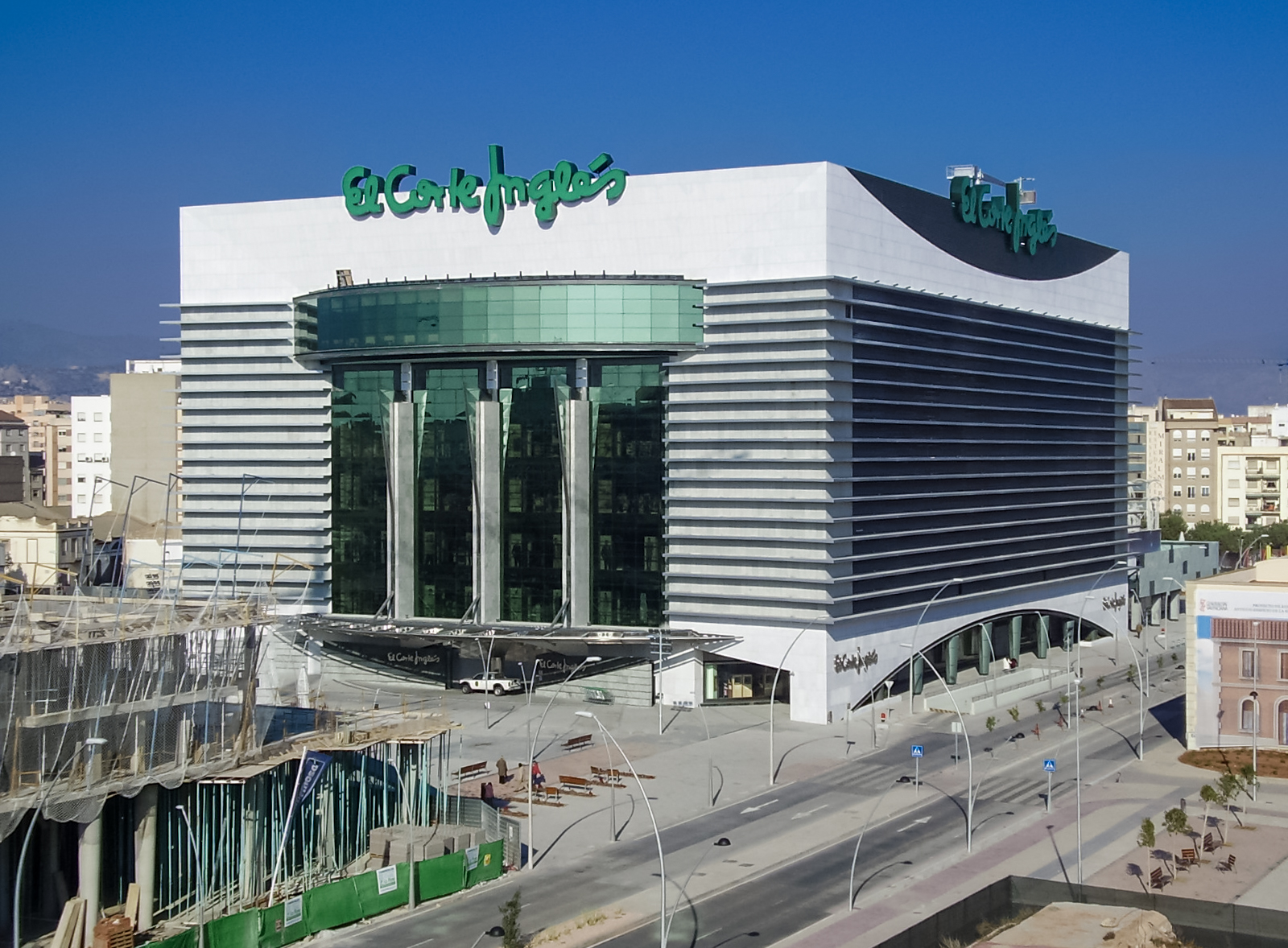
El Corte Inglés de Passeig Morella, Castelló de la Plana

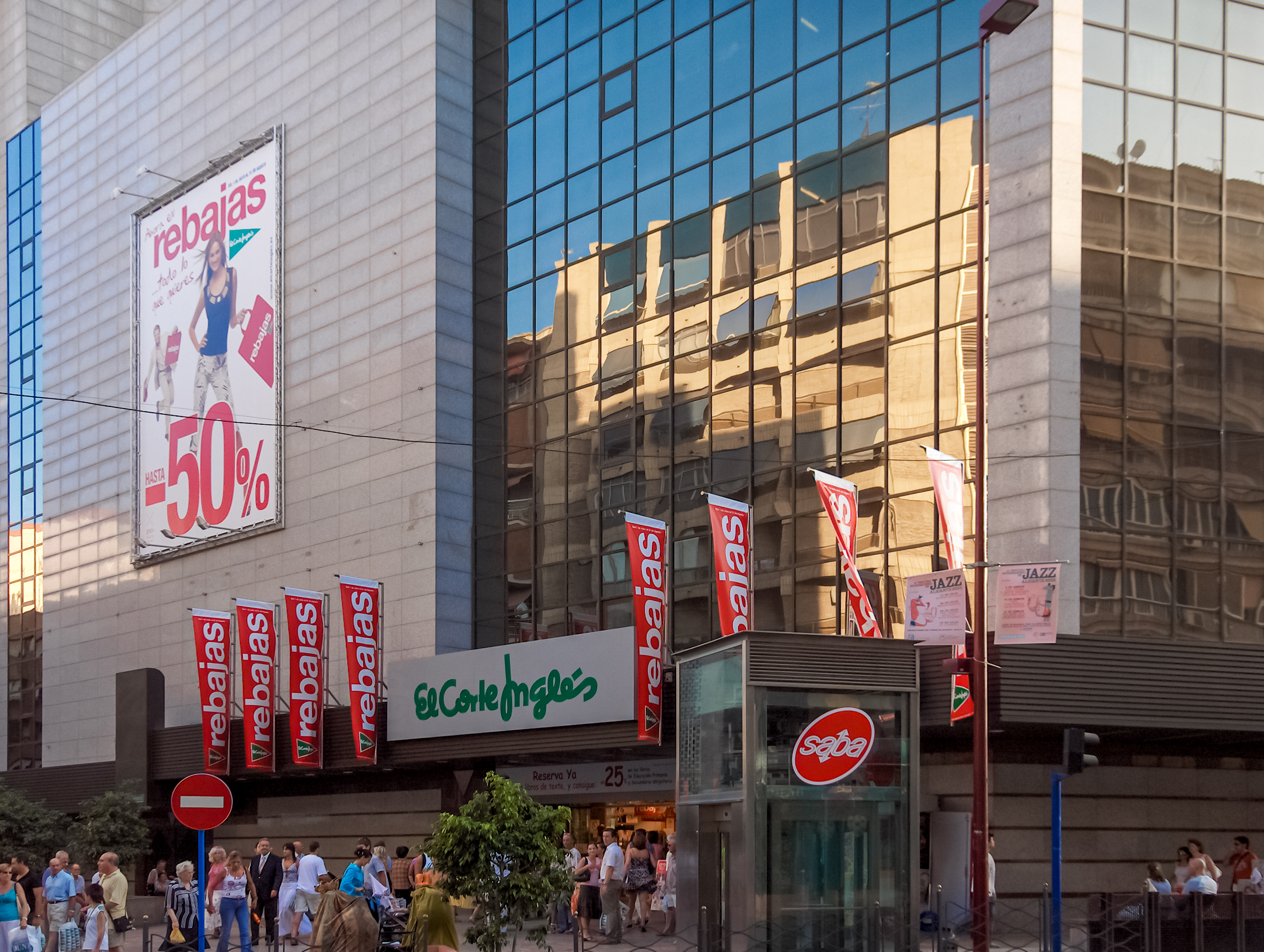
Edifici del Corte Inglés d'Alacant

L'empresa compta amb 77 centres comercials, dels quals 59 se situen a Espanya i dos a Portugal. Així mateix, compta amb 38 hipermercats de la seva ensenya Hipercor. Amb el temps, El Corte Inglés s'ha diversificat en diverses empreses, encara que totes en les mateixes mans, entre les quals s'inclouen Viatges El Corte Inglés, Informàtica El Corte Inglés (IECISA, serveis informàtics), Investrònica (ordinadors de marca Inves), Hipercor (hipermercats), Opencor (158 botigues de conveniència de gamma alta), Supercor (supermercats), Móstoles Industrial (Mobiliari i maquinària), Sfera (cadena amb roba, accessoris i productes de bellesa), Gespevesa (Gestió de Punts de Venda, S.A., estacions de servei amb botigues Supercor i gasolinera Repsol), i CPI (Construcción, Promociones e Instalaciones, S.A., que s'encarrega de les reformes dels centres del grup). L'última de les apostes del grup es diu Bricor, la nova botiga de bricolatge, competència directa de Leroy Merlin, de la qual el primer centre se situa a Alcalá d'Henares i el segon a Leganés, ambdues localitats pertanyents a la Comunitat de Madrid. La companyia va descartar, tot i disposar de la llicència, el llançament de Sweno - l'operador mòbil virtual del grup - amb la xarxa de Movistar.